# Bučiny u Rakous
Bučiny u Rakous jsou přírodní rezervace na pomezí okresů Jablonec nad Nisou a Semily západně od obce Koberovy. Chráněné území se rozkládá po levé straně údolí řeky Jizery, v prostoru mezi osadami Zbirohy, Michovka a Rohliny. Oblast spravuje AOPK ČR – regionální pracoviště Liberecko.

## Předmět ochrany
Důvodem ochrany je lesní společenstvo polopřirozeného charakteru s převahou buku ve stáří 80–115 let, rostoucí na slinitém pískovci, s pestrými rostlinnými a živočišnými společenstvy a členitou geomorfologií. Je významným prvkem ekologické stability krajiny – funkční biocentrum regionálního významu v trase nadregionálního biokoridoru v údolí řeky Jizery.